# Occupy Nigeria
Occupy Nigeria var en proteströrelse i Nigeria som inleddes måndagen den andra januari 2012 som en reaktion på den federala regeringens beslut att avskaffa bränslesubventionerna. Protestaktioner utfördes runt om i landet. Aktivisterna använde sig även av sociala medier såsom  Twitter och Facebook i kampen. Rörelsen fortsatte att vara aktiv åtminstone året ut.